# Ferdia Shaw
Ferdia Shaw (* 29. Juni 2004 in Dublin) ist ein irischer Nachwuchsschauspieler.

## Leben
Ferdia Shaw wurde in Dublin geboren, lebte aber die meiste Zeit seines Lebens mit seiner Familie in Kilkenny. Er besucht die örtliche Sekundarschule Gaelscoil, wo die Schüler in irischer Sprache unterrichtet werden. Sein Großvater war Robert Shaw, der in seiner über 30-jährigen Karriere als Schauspieler unter anderem in Der weiße Hai in der Hauptrolle von Quint zu sehen war.
Er ist Mitglied von Young Irish Film Makers, einer Organisation, die junge Künstler in ihrer Entwicklung fördert und über die technischen Aspekte des Filmemachens informiert und mit deren Hilfe Shaw seine eigenen Kurzfilme realisierte. Im Dezember 2017 wurde bekannt, dass Shaw in Kenneth Branaghs Film Artemis Fowl nach dem gleichnamigen Buch von Eoin Colfer die Titelrolle erhalten hatte. Der Film wurde am 12. Juni 2020 in das Programm des Streamingdienstes Disney+ aufgenommen.